# Musica gaelica
Musica gaelica (in irlandese Ceol Gaelach, in gaelico scozzese: Ceòl Gàidhealach) è un termine generico per qualsiasi musica scritta nelle lingue gaeliche di gaelico irlandese e scozzese. La musica gaelica è un tipo di musica celtica. 
La musica gaelica si distingue dalle forme musicali anglofone in vari modi. Ad esempio, narrazioni più lunghe come le ballate omicide e canzoni che raccontano le sventure della vita del cantante, molto comuni in Inghilterra e nella pianura scozzese, e più tardi in America, sono meno frequenti nel territorio gaelico. I temi che si trovano maggiormente nella musica gaelica includono la bellezza ideale e le qualità spirituali della natura ("Chi Mi Na Mòrbheanna", "An Ataireachd Ard") e lamenti per i propri cari perduti ("Fear a 'Bhàta", "Ailein Duinn", "Griogal Cridhe"). Questi ultimi sono quasi sempre cantati dal punto di vista femminile, esprimendo un profondo dolore se l'amante maschio è morto o implorandolo di tornare se è assente o disperso. 
In Scozia, composizioni lunghe e complesse di piobaireachd, o pibroch, originariamente suonate sull'arpa gaelica e poi convertite su cornamuse e violino che entrarono in voga nelle Highlands nel XVI e XVII secolo, sono anche caratterizzanti della musica gaelica, come lo stile ricercato del canto di Sean-nós in Irlanda. Altri sottogeneri comprendono canzoni puirt à beul e waulking. Nelle isole occidentali della Scozia, il singolare canto del Salmo gaelico si può trovare nelle chiese presbiteriane, sebbene si tratti semplicemente dell'adattamento gaelico di una tradizione inglese più antica diventata inusuale nel mondo anglofono. Questa è una delle poche tradizioni che sono riuscite a diffondersi dall'Inghilterra alle aree di lingua gaelica, che, per la maggior parte, tendevano a mantenere la loro indipendenza musicale. 
Musica da danza come i reel e la giga, di solito suonate al violino, erano anch'esse diffuse, ad esempio, il reel di Strathspey, che probabilmente ha preso il nome dalla regione scozzese in cui si è sviluppato. Queste erano di solito considerate forme di musica "inferiori" nel mondo gaelico, e come tali venivano spesso chiamate "ceol beag" ("musica leggera") per distinguerle dallo stile solenne del pibroch ("ceol mor", o "musica grandiosa"). 
La musica gaelica scozzese si poteva trovare nella Cape Fear Valley nella Carolina del Nord fino a poco dopo la guerra civile. In Nuova Scozia, in particolare nell'isola di Cape Breton, dove molti scozzesi emigrarono tra la fine del XVIII e il XIX secolo, rimane una fiorente comunità musicale gaelica. La musica gaelica irlandese si trova a Terranova. 

## Canzoni gaeliche famose
- Amhrán na bhFiann ("La canzone del soldato")
- Óró Sé do Bheatha 'Bhaile ("Oh, benvenuto a casa")
- Ailein duinn ("Alan dai capelli scuri")
- Chì mi na mòrbheanna ("Vedo la grande montagna", nota anche in inglese come "Le montagne nebbiose di casa")
- Fear a 'bhàta ("Il pescatore")